# Apodandra
Apodandra é um género botânico pertencente à família Euphorbiaceae.

## Espécies
- Apodandra brachybotrya
- Apodandra buchtienii
- Apodandra corniculata
- Apodandra loretensis